# Бенжамен Букпеті
Бенжамен Букпеті  (фр. Benjamin Boukpeti, 4 серпня 1981) — тоголезький веслувальник, олімпійський медаліст.

## Виступи на Олімпіадах
| Олімпіада   | Дисципліна                | Місце |
| ----------- | ------------------------- | ----- |
| Афіни 2004  | байдарка-одиночка, слалом | 18    |
| Пекін 2008  | байдарка-одиночка, слалом | 3     |
| Лондон 2012 | байдарка-одиночка, слалом | 10    |